# Olympische Winterspiele 2018/Biathlon – Staffel (Frauen)
Die 4 × 6-km-Staffel der Frauen im Biathlon bei den Olympischen Winterspielen 2018 fand am 22. Februar 2018 um 20:15 Uhr statt. Austragungsort war das Alpensia Biathlon Centre. Olympiasieger wurde die Staffel aus Belarus mit Nadseja Skardsina, Iryna Kryuko, Dsinara Alimbekawa und Schlussläuferin Darja Domratschawa. Die Silbermedaille ging an die Staffel aus Schweden, vor der französischen Staffel, die Bronze gewann.

## Wettkampfbeschreibung
Beim Staffelrennen gingen vier Athletinnen einer Nation als Mannschaft ins Rennen. Jede Athletin hatte dabei eine Laufstrecke von 6 km mit je drei gleich langen Runden zu absolvieren. Nach den ersten beiden Runden war jeweils einmal der Schießstand anzulaufen; beim ersten Mal musste liegend, beim zweiten Mal stehend geschossen werden. Anders als in den Einzelwettkämpfen stehen den Athletinnen pro Schießeinlage bis zu drei Nachladepatronen zur Verfügung. Für jede Scheibe, die nach Abgabe aller acht Schüsse nicht getroffen wurde, musste eine Strafrunde mit einer Länge von 150 m absolviert werden. Die Staffelübergabe an die nächste Athletin erfolgte durch eine eindeutige Berührung am Körper innerhalb einer vorgegebenen Wechselzone. Die letzte Athletin lief am Ende ihrer dritten Runde nicht mehr in die Wechselzone, sondern direkt ins Ziel. Sieger war diejenige Nation, deren Staffel als erste das Ziel erreichte.
Totalanstieg: 4 × 156 m, Maximalanstieg: 40 m, Höhenunterschied: 36 m 

18 Staffeln am Start, alle in der Wertung.

## Ergebnisse
| Platz | Land Sportlerinnen                                                                 | Zeit                                                        | Strafrunden + Nachlader                                                        |
| ----- | ---------------------------------------------------------------------------------- | ----------------------------------------------------------- | ------------------------------------------------------------------------------ |
| 1     | Belarus Nadseja Skardsina Iryna Kryuko Dsinara Alimbekawa Darja Domratschawa       | 1:12:03,4 h 17:35,2 min 18:08,2 min 18:52,4 min 17:27,6 min | 0+9 (0+3, 0+6) 0+2 (0+0, 0+2) 0+1 (0+1, 0+0) 0+3 (0+2, 0+1) 0+3 (0+0, 0+3)     |
| 2     | Schweden Linn Persson Mona Brorsson Anna Magnusson Hanna Öberg                     | 1:12:14,1 h 17:35,1 min 19:16,8 min 18:25,9 min 16:56,3 min | 0+12 (0+7, 0+5) 0+4 (0+2, 0+2) 0+6 (0+3, 0+3) 0+2 (0+2, 0+0) 0+0 (0+0, 0+0)    |
| 3     | Frankreich Anaïs Chevalier Marie Dorin-Habert Justine Braisaz Anaïs Bescond        | 1:12:21,0 h 17:20,8 min 18:25,6 min 18:40,6 min 17:54,0 min | 0+14 (0+6, 0+8) 0+3 (0+1, 0+2) 0+2 (0+1, 0+1) 0+6 (0+3, 0+3) 0+3 (0+1, 0+2)    |
| 4     | Norwegen Synnøve Solemdal Tiril Eckhoff Ingrid Landmark Tandrevold Marte Olsbu     | 1:12:33,1 h 17:09,8 min 18:49,5 min 19:18,9 min 17:14,9 min | 3+12 (0+2, 3+10) 0+1 (0+0, 0+1) 1+4 (0+1, 1+3) 2+4 (0+1, 2+3) 0+3 (0+0, 0+3)   |
| 5     | Slowakei Paulína Fialková Anastasiya Kuzmina Terézia Poliaková Ivona Fialková      | 1:12:41,8 h 17:07,8 min 18:30,5 min 18:59,4 min 18:04,1 min | 1+9 (0+3, 1+6) 0+1 (0+1, 0+0) 1+4 (0+1, 1+3) 0+2 (0+1, 0+1) 0+2 (0+0, 0+2)     |
| 6     | Schweiz Elisa Gasparin Lena Häcki Selina Gasparin Irene Cadurisch                  | 1:12:46,9 h 17:32,8 min 18:15,5 min 18:56,7 min 18:01,9 min | 0+16 (0+8, 0+8) 0+1 (0+1, 0+0) 0+5 (0+3, 0+2) 0+5 (0+2, 0+3) 0+5 (0+2, 0+3)    |
| 7     | Polen Monika Hojnisz Magdalena Gwizdoń Krystyna Guzik Weronika Nowakowska-Ziemniak | 1:12:47,0 h 17:29,3 min 18:18,6 min 18:30,8 min 18:28,3 min | 1+14 (1+7, 0+7) 0+3 (0+1, 0+2) 0+2 (0+1, 0+1) 1+4 (1+3, 0+1) 0+5 (0+2, 0+3)    |
| 8     | Deutschland Franziska Preuß Denise Herrmann Franziska Hildebrand Laura Dahlmeier   | 1:12:57,3 h 17:49,6 min 19:07,4 min 18:33,9 min 17:26,4 min | 3+11 (1+3, 2+8) 1+3 (0+0, 1+3) 1+4 (1+3, 0+1) 0+1 (0+0, 0+1)                   |
| 9     | Italien Lisa Vittozzi Dorothea Wierer Nicole Gontier Federica Sanfilippo           | 1:13:07,5 h 16:49,0 min 18:47,4 min 18:55,0 min 18:36,1 min | 4+13 (2+7, 2+6) 0+1 (0+1, 0+0) 2+3 (2+3, 0+0) 1+6 (0+3, 1+3) 1+3 (0+0, 1+3)    |
| 10    | Kanada Sarah Beaudry Julia Ransom Emma Lunder Rosanna Crawford                     | 1:13:36,8 h 18:04,0 min 18:27,7 min 19:09,6 min 17:55,5 min | 1+11 (1+4, 0+7) 0+3 (0+0, 0+3) 1+3 (1+3, 0+0) 0+2 (0+1, 0+1)                   |
| 11    | Ukraine Iryna Warwynez Wita Semerenko Julija Dschyma Anastassija Merkuschyna       | 1:13:44,8 h 18:30,9 min 19:15,4 min 17:38,7 min 18:19,8 min | 2+10 (0+3, 2+7) 1+3 (0+0, 1+3) 0+2 (0+1, 0+1) 0+2 (0+2, 0+0)                   |
| 12    | Tschechien Eva Puskarčíková Jessica Jislová Markéta Davidová Veronika Vítková      | 1:13:59,7 h 17:21,4 min 19:56,1 min 18:57,9 min 17:44,3 min | 4+11 (0+1, 4+10) 0+3 (0+1, 0+2) 2+3 (0+0, 2+3) 0+2 (0+0, 0+2)                  |
| 13    | Vereinigte Staaten Susan Dunklee Clare Egan Joanne Reid Emily Dreissigacker        | 1:14:05,3 h 16:56,6 min 18:42,4 min 19:01,1 min 19:25,2 min | 1+10 (0+3, 2+7) 0+1 (0+0, 0+1) 0+0 (0+0, 0+0) 1+4 (1+3, 0+1) 0+5 (0+2, 0+3)    |
| 14    | Kasachstan Galina Wischnewskaja Darja Klimina Alina Raikowa Olga Poltoranina       | 1:14:18,0 h 17:50,2 min 19:54,3 min 18:28,3 min 18:05,2 min | 1+9 (0+2, 1+7) 0+3 (0+0, 0+3) 1+4 (0+1, 1+3) 0+2 (0+1, 0+1) 0+0 (0+0, 0+0)     |
| 15    | Finnland Laura Toivanen Kaisa Mäkäräinen Mari Laukkanen Venla Lehtonen             | 1:14:37,2 h 17:36,8 min 17:45,4 min 20:09,2 min 19:05,8 min | 2+13 (0+6, 2+7) 0+1 (0+1, 0+0) 0+2 (0+0, 0+2) 2+5 (0+2, 2+3) 0+5 (0+3, 0+2)    |
| 16    | Bulgarien Emilija Jordanowa Daniela Kadewa Stefani Popowa Dessislawa Stojanowa     | 1:14:38,0 h 18:24,4 min 18:33,2 min 19:27,6 min 20:12,8 min | 2+9 (1+3, 1+6) 1+3 (0+0, 1+3) 0+1 (0+0, 0+1) 1+4 (1+3, 0+1) 0+1 (0+0, 0+1)     |
| 17    | Japan Fuyuko Tachizaki Sari Furuya Rina Mitsuhashi Yurie Tanaka                    | 1:15:47,7 h 17:51,6 min 19:53,2 min 18:40,0 min 19:25,9 min | 2+9 (0+2, 2+7) 0+2 (0+0, 0+2) 2+4 (0+1, 2+3) 0+1 (0+1, 0+0) 0+2 (0+0, 0+2)     |
| 18    | Südkorea Anna Frolina Jekaterina Awwakumowa Mun Ji-hee Ko Eun-jung                 | 1:20:20,6 h 20:32,3 min 18:33,9 min 19:24,5 min 21:49,9 min | 6+16 (0+5, 6+11) 4+5 (0+2, 4+3) 0+3 (0+1, 0+2) 1+4 (0+1, 1+3) 1 + 4 (0+1, 1+3) |